# دوره دوم مجلس نمایندگان افغانستان
دوره دوم مجلس نمایندگان افغانستان همزمان با آغاز بکار دومین دوره شورای ملی  پس از ترور محمد نادر شاه، به دستور محمد ظاهرشاه که در ۱۲ دلو/بهمن ۱۳۱۲ صادر شده بود، در ۳۱ جوزا/خرداد ۱۳۱ آغاز به کار کرد. در این دوره ۱۰۸ نماینده انتخابی حضور داشتند.

## صلاحیت‌ها
- در این دوره مجلس تعدادی از اصولنامه‌ها، ضمایم اصولنامه‌ها، لوایح و پرتوکول‌ها به تصویب رسید.[۱]

## هیئت اداری
رئیس: عبدالاحد خان
معاون: عبدالحق خان
منشی: عبداللطیف خان